# Kreacionizem luknje
Kreacionizem luknje je veja kreacionizma, ki verjame v stvarjenje sveta v šestih obdobjih, kot je opisano v Genezi, vendar se od kreacionizma mlade Zemlje razlikuje po tem, da jemlje »dneve«, opisane v Genezi, kot dolga, tisoče ali milijone let dolga obdobja in prepoznava med stvarjenjem vesolja in Zemlje časovno luknjo.

## Zgodovina
Kreacionizem luknje je postala teorija o stvarjenju sveta, ko je znanost na koncu 18. stoletja in v začetku 19. stoletja dokazala, da je Zemlja starejša od nakazovanj Geneze in geologije potopa. Čeprav je bil leta prevladujoča interpretacija svetopisemskega stvarjenja sveta, je kreacionizem luknje na polovici 20. stoletja gelogija potopa zasenčila.

## Sveto pismo v kreacionizmu luknje
Ker Sveto pismo o presledku med stvarjenjem vesolja in Zemlje ne govori neposredno, kreacionizem luknje temelji na drugačni interpretaciji Geneze - večinoma izvirnega, hebrejska besedila.